# Gülzow-Prüzen
Gülzow-Prüzen település Németországban, Mecklenburg-Elő-Pomeránia tartományban. Lakosainak száma 1611 fő (2023. december 31.).

## Népesség
A település népességének változása:
| Lakosok száma | 1586 | 1551 | 1585 | 1608 | 1611 |
|               | 2017 | 2019 | 2021 | 2022 | 2023 |